# Hans Erni
Hans Erni (21. února 1909, Lucern – 21. března 2015, Lucern) byl švýcarský malíř, grafik a sochař, který byl nazýván „švýcarský Pablo Picasso“.
Byl třetím z osmi dětí, jeho otec byl strojník na parníku a matka pracovala v zemědělství. Vyučil se zeměměřičem a pak studoval v Paříži na Julianově akademii. Jeho umělecký vývoj výrazně ovlivnilo setkání s Picassem, Mondrianem a Braquem. Připojil se ke skupině Abstraction-Création a v roce 1937 byl zakládajícím členem švýcarské umělecké skupiny Allianz. Prezentoval svou tvorbu na Švýcarské národní výstavě v roce 1939.
Zúčastnil se uměleckých soutěží na Letních olympijských hrách 1948. Byl nadšeným amatérským sportovcem a vytvořil medaile pro lucernské mistrovství světa ve veslování. Byl také držitelem pilotní licence. Přátelil se s marxistickým intelektuálem Konradem Farnerem. Sám do strany nevstoupil, byl však ve Švýcarsku považován za komunistu, což mu bránilo v získávání veřejných zakázek. S komunistickou ideologií se definitivně rozešel po potlačení maďarského povstání v roce 1956.
Erni navrhoval bankovky, poštovní známky a plakáty s mírovou a ekologickou tematikou. Ilustroval okolo dvou set knih. V padesátých letech pobýval v Africe, která pro něj byla silným zdrojem inspirace. Vytvořil nástěnnou malbu Panta rhei pro Švýcarské muzeum dopravy. V roce 1964 se zúčastnil výstavy documenta. Erniho tvorbu podporoval mecenáš Léonard Gianadda. Je autorem fontány v rozáriu v Rapperswilu,, fresky před ženevským Palácem národů a soch Minotaura v Martigny a Pegasa v Étroubles. Získal čestné občanství Lucernu a cenu SwissAward. V roce 1979 bylo v Lucernu otevřeno muzeum věnované Erniho tvorbě. 
Jeho dcerou je designérka Simone Erniová.